# Baszkakeren
Baszkakeren Meroé kusita uralkodója volt i. e. 400 körül. Valószínűleg Malowiebamani király fia volt, valamint elődje, Irike-Amaninote király öccse. Nuri királyi temetőjében temették el, a Nuri 17 piramisba. Mivel a piramis nem túl nagy, Baszkakeren rövid ideig uralkodhatott. Kápolnájából származó sztéléje Kartúmban van, a Meroé Múzeumban.

## Fordítás
- Ez a szócikk részben vagy egészben  a   Baskakeren című angol Wikipédia-szócikk ezen változatának fordításán alapul.  Az eredeti cikk szerkesztőit annak laptörténete sorolja fel. Ez a jelzés csupán a megfogalmazás eredetét és a szerzői jogokat jelzi, nem szolgál a cikkben szereplő információk forrásmegjelöléseként.